# Basic English
Het Basic English is een vereenvoudigde vorm van het Engels, waarin nog slechts de belangrijkste woorden van de woordenschat opgenomen zijn. Deze vorm van het Engels werd in 1930 ontworpen door de Britse taalkundige en filosoof C.K. Ogden, die hem beschreef in zijn boek Basic English: A General Introduction with Rules and Grammar. De component "Basic" in de naam refereert niet alleen aan de basiswoordenschat waaruit de taal bestaat, maar is ook een afkorting van British American Scientific International Commercial.
Ogdens argumentatie berustte op zijn veronderstelling dat het leren van Engels zeven jaar kostte, het leren van Esperanto zeven maanden en het leren van Basic English zeven weken. In zijn optiek was het Basic English niet alleen een kunsttaal, maar ook een snelle leermethode voor het Engels en bovendien een nieuwe manier van denken.

## Kenmerken
De woordenlijst van het Basic English bestaat uit 850 Engelse woorden, waarmee volgens Ogden alles kan worden uitgedrukt wat ook het gewone Engels kan uitdrukken. Ogden vermijdt daarbij woorden op te nemen die door andere woorden kunnen worden weergegeven. In werkelijkheid is de woordenschat veel groter, omdat verbuigingen en vervoegingen (zoals I/we, be/am/is/are/were) als één woord worden beschouwd en woordreeksen (zoals maandnamen en getallen) helemaal niet worden meegerekend. Ook woorden die tot het vaktaalgebruik kunnen worden gerekend, zijn toegestaan, maar komen niet voor op de lijst. De grammatica is vereenvoudigd ten opzichte van gewoon Engels, maar blijft correct binnen het kader van de Engelse.

## Pro en contra
Kort na de Tweede Wereldoorlog genoot het Basic English enige populariteit als internationale hulptaal. Winston Churchill steunde het idee en maakte er in 1944 gewag van in een speech op Harvard. Het verhaal gaat dat aan zijn waardering echter een einde kwam toen hij hoorde dat de uitdrukking "blood, toil, tears and sweat" in het Basic English werd vertaald als "blood, hard work, eyewash and body water". Ook onder de minder prominente voorvechters van een internationale taal is het Basic English altijd omstreden geweest. Zo hebben de critici bezwaar tegen de onregelmatige schrijfwijze, die volledig overeenkomt met die van het Standaardengels; spelling en uitspraak lopen dus evenzeer uiteen als in de natuurtaal. Ook voldoet het Basic English allerminst aan het door hen hoog aangeslagen criterium van neutraliteit, doordat het eerder een verlengstuk zou zijn van vermeend westers taalimperialisme. Het is immers gebaseerd op de westerse wereldtaal bij uitnemendheid.

## Typologie
Van alle kunsttalen is het Basic English het bekendste voorbeeld van een a-posteriori-taal die geheel gebaseerd is op één bestaande natuurlijke taal. Het is een zogenaamde subset language, een taal die bestaat uit een deel van een andere. (Het tegendeel hiervan, superset language, komt men onder andere tegen bij het Nadsat.) Het voorbeeld van het Basic English is nadien ook op andere talen toegepast, zoals in het Français Fondamental en het Basic Slovak.
Het Basic English is in zekere zin verwant aan het Newspeak, dat George Orwell gebruikte in zijn boek 1984 en volgens sommigen een parodie was op het Basic English. Er zijn echter ook grote verschillen: Newspeak werd door Orwell beschreven met zeer satirische bedoelingen, en vormt een voorbeeld van propagandataal, bedoeld om waarheden te verdraaien en te verdoezelen. De doelstelling van Basic English daarentegen is eenvoud en duidelijkheid.
Basic English is niet hetzelfde als Simple English (Vereenvoudigd Engels), al worden de twee wel regelmatig met elkaar verward. Feitelijk kan het Basic English worden beschouwd als een van de mogelijke voorbeelden van het Simple English. Daarnaast bestaat er ook nog Simplified English, een specifieke geschreven vorm van het Engels bedoeld voor gebruik in de luchtvaartindustrie.

## Voorbeeld
Het Onzevader in het Basic English:
Our Father in heaven,
may your name be kept holy.
Let your kingdom come.
Let your pleasure be done,
as in heaven, so on earth.
Give us this day bread for our needs.
And make us free of our debts,
as we have made free those who are in debt to us.
And let us not be put to the test,
but keep us safe from the Evil One.
Het Onzevader in het Engels:
Our Father in heaven,
hallowed be your name.
Your kingdom come,
your will be done,
on earth, as it is in heaven.
Give us this day our daily bread,
and forgive us our debts,
as we also have forgiven our debtors.
And lead us not into temptation,
but deliver us from evil.